# Pentera (azienda)
Pentera è una società di software di sicurezza informatica, specializzata in soluzioni automatizzate di convalida della sicurezza. Fondata originariamente come Pcysys nel 2015, la società è stata successivamente rinominata Pentera nel 2021. La società è guidata da Amitai Ratzon (CEO) e dal Dr. Arik Liberzon (fondatore e CTO). Pentera ha sedi negli Stati Uniti, Germania, Regno Unito, Israele, Dubai e Singapore.

## Prodotti
Pentera sviluppa software di convalida della sicurezza progettato per testare controlli, credenziali e vulnerabilità della sicurezza informatica all'interno delle organizzazioni. La piattaforma è progettata per aiutare a identificare e dare priorità ai difetti di sicurezza per aumentare la resilienza di un'organizzazione agli attacchi informatici.
Il software Pentera impiega algoritmi per testare l'intero ambiente IT, comprese le superfici di attacco delle reti interne ed esterne, on-premises e cloud-based. La piattaforma è progettata per eseguire l'emulazione automatizzata di tecniche di attacco etico come l'esecuzione di codice remoto, il cracking delle password e l'esfiltrazione dei dati. La piattaforma non richiede l'installazione di agenti software sugli endpoint della rete, rendendola compatibile con la maggior parte dei sistemi aziendali e dei fornitori di servizi di sicurezza.
La piattaforma Pentera è composta da prodotti e moduli aggiuntivi:
- Pentera Core: mappa, testa e convalida il controllo di sicurezza della rete interna dell'organizzazione.[1][6]
- Pentera Surface: mappa, testa e convalida il controllo di sicurezza della rete esterna dell'organizzazione.[3]
- Pentera Cloud: mappa, testa e convalida i controlli di sicurezza degli ambienti cloud-native dell'organizzazione.[8]
- Modulo Pentera RansomwareReady: convalida le difese dell'organizzazione contro gli ultimi attacchi ransomware conosciuti.[2][9]
- Pentera Credentials Exposure Module: sfrutta i dati provenienti da fonti di credenziali trapelate nel mondo reale per identificare le minacce alle superfici di attacco interne ed esterne dell'organizzazione.[7][10]

## Ricerca
Pentera Labs è il braccio di ricerca dell'azienda, che monitora attivamente i feed di intelligence sulle minacce e identifica nuove vulnerabilità e tecniche di attacco utilizzate dagli avversari. Le sue pubblicazioni sono a disposizione dei difensori informatici per identificare, analizzare, emulare e mitigare nuove tattiche e tecniche avversarie in circolazione.
Questi risultati vengono sintetizzati e inseriti nella piattaforma Pentera per migliorare continuamente le sue capacità di test di sicurezza. I laboratori Pentera hanno inoltre rivelato le vulnerabilità “zero day” recentemente scoperte e hanno contribuito alle tecniche e procedure tattiche avversarie (TTP) della matrice MITRE ATT&CK.
Esempi di risultati di Pentera Labs e contributo della comunità:
- Vulnerabilità zero: nel marzo 2022, il team di Pentera Labs ha scoperto due vulnerabilità zero-day, CVE-2022-22948 e CVE-2021-22015. Hanno messo in luce i punti deboli degli ambienti gestiti VMware vCenter in oltre 500.000 organizzazioni a livello globale. Le vulnerabilità sono state segnalate a VMware dal ricercatore senior sulla sicurezza Yuval Lazar, il che ha portato a una patch correttiva VMware.[12]
- “135 è il nuovo 445” – Nel settembre 2022, il team Pentera Labs ha sviluppato un’implementazione dell’utilità Sysinternals PsExec che consente di spostarsi lateralmente in una rete utilizzando la porta meno monitorata, la porta TCP 135 di Windows.[13]
- “Chi ha rubato i miei cookies? Vulnerabilità XSS nelle funzioni di Microsoft Azure” - Nel gennaio 2023, il team di Pentera Labs ha rilevato una vulnerabilità XSS web sulle funzioni di Microsoft Azure, che è stata corretta da Microsoft dopo il loro rapporto.[14]

## Finanziamenti
A marzo 2025, Pentera ha raccolto un totale di 250 milioni di dollari attraverso diversi round di finanziamento:
- Finanziamento iniziale: dalla sua costituzione e nel 2018, la società ha raccolto un importo totale di 5 milioni di dollari.[15][16]
- Serie A: nel novembre 2019 sono stati raccolti 10 milioni di dollari da AWZ Ventures e Blackstone Group.[15]
- Serie B: nel settembre 2020, sono stati raccolti 25 milioni di dollari[17] da Insight Partners, AWZ Ventures e Blackstone Group.[16][18][19]
- Serie C: Nel gennaio del 2022, Pentera è diventata un unicorno raccogliendo $ 150 milioni, di cui $ 75 milioni in primarie, da K1 Investment Management, Evolution Equity Partners e Insight Partners. Questo round di finanziamento ha portato la valutazione di Pentera a 1 miliardo di dollari.[20][21]
- Serie D (marzo 2025): raccolti 60 milioni di dollari, guidati da Evolution Equity Partners, con la partecipazione di Farallon Capital Management.[22][23]

Dal round di Serie C, Pentera ha registrato una crescita significativa, aumentando il fatturato annuo ricorrente (ARR) di oltre il 300% e ampliando la base clienti del 200%. Questo finanziamento supporterà la ricerca e sviluppo, l'integrazione dell'AI nei processi di convalida della sicurezza e l'espansione del mercato negli Stati Uniti.